# Conquest of Paradise
«Conquest of Paradise» es una canción del género orquestal - coral, con elementos de música electrónica, del compositor griego Vangelis, lanzada en el año 1992 en la película homónima. En el disco, es la pista N.º 2 de los quince temas que incluye la banda sonora. Fue una canción muy exitosa en algunos países y el sencillo número cincuenta más vendido en Alemania.
Ya hay versiones de varios artistas, incluyendo Blake, Free the Spirit, Vienna Symphonic Orchestra Project, John Williams y Boston Pops Orchestra (1996), Daylight (1997), Dana Winner (2002), The Ten Tenors (2004) y Rhydian (2009).
Esta música es la que se escucha en la línea de salida de la UTMB  (Ultra Trail du Mont Blanc) en Chamonix (Francia), la carrera de alta montaña más importante del mundo, siendo uno de los momentos más emocionantes de la prueba mundialmente conocida.

## Pistas
CD sencillo
1. «Conquest of Paradise» — 4:47
2. «Moxica and the Horse» — 7:12

CD maxisencillo
1. «Conquest of Paradise» — 4:49
2. «Moxica and the Horse» — 7:14
3. «Line Open» — 4:46
4. «Landscape» — 1:36

## Música
- Coro: Coro de Cámara Inglés.
- Maestro del coro: Guy Protheroe
- Grabada y mezclada por Philippe Colonna, en el Epsilon Laboratory, en París.

## Letra
Durante toda la canción, la letra en latín macarrónico se repite varias veces:
In nòreni per ìpe,

in noreni coràh;

tiràmine per ìto,

ne dominà.
Una vez, el estribillo es:
Ne ròmine tirmèno,

ne ròmine to fa,

imàgina pro mèno per imentirà 

## Ventas

### Certificaciones
| País         | Certificación | Ventas certificadas |
| ------------ | ------------- | ------------------- |
| Austria      | Oro           | 15 000              |
| Alemania     | Platina       | 600 000             |
| Países Bajos | Platina       | 60 000              |